# 상관초등학교
상관초등학교는 대한민국 전북특별자치도 완주군에 있는 공립 초등학교이다.

## 학교 연혁
- 1936.06.01 상관공립보통학교 개교
- 1938.04.01 상관공립심상소학교로 개칭
- 1941.04.01 상관공립국민학교로 개칭
- 1981.03.01 병설유치원 설립
- 1987.03.01 마치초등학교 본교 분교장으로 격하(90.03.01. 통합)
- 1988.03.01 의암초등학교 본교 분교장으로 격하(93.03.01. 통합)
- 1996.03.01 상관초등학교로 개칭

## 참고 자료
- 상관초등학교 - 한국교육학술정보원 학교알리미